# Караой (Западно-Казахстанская область)
Караой (каз. Қараой, до 2018 г. — Чёрная Падина) — село в Таскалинском районе Западно-Казахстанской области Казахстана. Входит в состав Актауского сельского округа. Код КАТО — 276033500.

## Население
В 1999 году население села составляло 171 человек (93 мужчины и 78 женщин). По данным переписи 2009 года, в селе проживало 59 человек (35 мужчин и 24 женщины).